# Karl von Müller (Politiker, 1810)
Karl Wilhelm Viktor von Müller  (* 29. Oktober 1810 in Schloss Herzford; † 5. Dezember 1879 auf Gut Vrestorf) war Gutsbesitzer, Landschaftsrat und Mitglied des Deutschen Reichstags.

## Leben
Karl von Müller war der Sohn des hannoverschen Offiziers Gustav von Müller. Nach dem Besuch des Gymnasiums Georgianum studierte er ab 1832 Rechtswissenschaften an der Universität Göttingen und wurde dort Mitglied des Corps Lunaburgia Göttingen. Er erbte das Gut Vrestorf bei Bardowick und verkaufte 1847 das väterliche Gut Herzford. Müller war Justizrat, Obergerichtsdirektor und Vizepräsident von Lüneburg.
Im März 1877 wurde er in einer Nachwahl für den verstorbenen Abgeordneten Ernst Ludwig von Gerlach in den Deutschen Reichstag für den Wahlkreis Hannover 4 (Osnabrück) gewählt. Er vertrat dort die Welfen und war Hospitant des Zentrums bis zu seinem Tode.